# Smeria
Smeria (in sloveno Smrje) è un centro abitato della Slovenia, frazione del comune di Bisterza.

## Storia
Dopo la prima guerra mondiale, a partire dal 1920 in seguito all'annessione dell'Istria all'Italia sancita dal Trattato di Rapallo, fu comune autonomo, parte della Provincia d'Istria.
Nel 1924, con l'istituzione della Provincia di Fiume passò a tale Provincia; alcuni mesi dopo il comune fu soppresso e aggregato a Primano, seguendone le sorti quando quest'ultimo - ormai sotto sovranità Jugoslava per effetto del Trattato di Pace di Parigi del 10 febbraio 1947 - fu aggregato al Comune di Ilirska Bistrica (It. Villa del Nevoso).